# Seznam dílů seriálu Hvězdná brána: Hluboký vesmír
Toto je seznam dílů seriálu Hvězdná brána: Hluboký vesmír. Kanadsko-americký sci-fi televizní seriál Hvězdná brána: Hluboký vesmír byl vysílán od 2. října 2009 na americké stanici Syfy pod názvem Stargate Universe. Jeho druhá série začala 28. září 2010 a poslední epizoda seriálu byla na téže kabelové televizi odvysílána 9. května 2011.
V Česku byl seriál premiérově vysílán na stanici Fanda od 12. prosince 2012.
Oficiální součástí 1. řady seriálu byly také tzv. „webizody“, zveřejňované postupně na internetových stránkách MGM.com.

## Přehled řad
| Řada | Díly | Premiéra v USA | Premiéra v USA                                   | Premiéra v ČR     | Premiéra v ČR  |
| Řada | Díly | První díl      | Poslední díl                                     | První díl         | Poslední díl   |
| ---- | ---- | -------------- | ------------------------------------------------ | ----------------- | -------------- |
| 1    | 20   | 2. října 2009  | 9. června 2010 ( RTL II) 11. června 2010 ( Syfy) | 12. prosince 2012 | 16. ledna 2013 |
| 2    | 20   | 28. září 2010  | 9. května 2011                                   | 18. ledna 2013    | 20. února 2013 |

## Seznam dílů

### První řada (2009–2010)
| Č. v seriálu | Č. v řadě | Původní název      | Český název      | Režie                 | Scénář                                      | Premiéra v USA                                   | Premiéra v ČR     |
| ------------ | --------- | ------------------ | ---------------- | --------------------- | ------------------------------------------- | ------------------------------------------------ | ----------------- |
| 1            | 1         | Air (Part 1)       | Vzduch (1. část) | Andy Mikita           | Robert C. Cooper a Brad Wright              | 2. října 2009                                    | 12. prosince 2012 |
| 2            | 2         | Air (Part 2)       | Vzduch (2. část) | Andy Mikita           | Robert C. Cooper a Brad Wright              | 2. října 2009                                    | 13. prosince 2012 |
| 3            | 3         | Air (Part 3)       | Vzduch (3. část) | Andy Mikita           | Robert C. Cooper a Brad Wright              | 9. října 2009                                    | 14. prosince 2012 |
| 4            | 4         | Darkness (Part 1)  | Temnota          | Peter DeLuise         | Brad Wright                                 | 16. října 2009                                   | 17. prosince 2012 |
| 5            | 5         | Light (Part 2)     | Světlo           | Peter DeLuise         | Brad Wright                                 | 23. října 2009                                   | 19. prosince 2012 |
| 6            | 6         | Water              | Voda             | William Waring        | Brad Wright, Robert C. Cooper a Carl Binder | 30. října 2009                                   | 20. prosince 2012 |
| 7            | 7         | Earth              | Země             | Ernest Dickerson      | Brad Wright, Robert C. Cooper a Martin Gero | 6. listopadu 2009                                | 21. prosince 2012 |
| 8            | 8         | Time               | Čas              | Robert C. Cooper      | Robert C. Cooper                            | 13. listopadu 2009                               | 24. prosince 2012 |
| 9            | 9         | Life               | Život            | Alex Chapple          | Carl Binder                                 | 20. listopadu 2009                               | 25. prosince 2012 |
| 10           | 10        | Justice            | Spravedlnost     | William Waring        | Allan McCullough                            | 4. prosince 2009                                 | 26. prosince 2012 |
| 11           | 11        | Space (Part 1)     | Vesmír           | Andy Mikita           | Joseph Mallozzi a Paul Mullie               | 2. dubna 2010                                    | 28. prosince 2012 |
| 12           | 12        | Divided (Part 2)   | Rozděleni        | Felix Enriquez Alcalá | Joseph Mallozzi a Paul Mullie               | 9. dubna 2010                                    | 31. prosince 2012 |
| 13           | 13        | Faith              | Víra             | William Waring        | Denis McGrath                               | 16. dubna 2010                                   | 1. ledna 2013     |
| 14           | 14        | Human              | Člověk           | Robert C. Cooper      | Jeff Vlaming                                | 23. dubna 2010                                   | 2. ledna 2013     |
| 15           | 15        | Lost               | Ztraceni         | Rohn Schmidt          | Martin Gero                                 | 30. dubna 2010                                   | 4. ledna 2013     |
| 16           | 16        | Sabotage           | Sabotáž          | Peter DeLuise         | Barbara Marshall                            | 7. května 2010                                   | 7. ledna 2013     |
| 17           | 17        | Pain               | Bolest           | William Waring        | Carl Binder                                 | 14. května 2010                                  | 8. ledna 2013     |
| 18           | 18        | Subversion         | Zrádce           | Alex Chapple          | Joseph Mallozzi a Paul Mullie               | 21. května 2010                                  | 11. ledna 2013    |
| 19           | 19        | Incursion (Part 1) | Vpád (1. část)   | Andy Mikita           | Joseph Mallozzi a Paul Mullie               | 4. června 2010                                   | 14. ledna 2013    |
| 20           | 20        | Incursion (Part 2) | Vpád (2. část)   | Andy Mikita           | Joseph Mallozzi a Paul Mullie               | 9. června 2010 ( RTL II) 11. června 2010 ( Syfy) | 16. ledna 2013    |

### Druhá řada (2010–2011)
| Č. v seriálu | Č. v řadě | Původní název           | Český název     | Režie            | Scénář                        | Premiéra v USA     | Premiéra v ČR  |
| ------------ | --------- | ----------------------- | --------------- | ---------------- | ----------------------------- | ------------------ | -------------- |
| 21           | 1         | Intervention (Part 3)   | Intervence      | Andy Mikita      | Joseph Mallozzi a Paul Mullie | 28. září 2010      | 18. ledna 2013 |
| 22           | 2         | Aftermath               | Následky        | William Waring   | Robert C. Cooper              | 5. října 2010      | 21. ledna 2013 |
| 23           | 3         | Awakening               | Procitnutí      | Andy Mikita      | Joseph Mallozzi a Paul Mullie | 12. října 2010     | 22. ledna 2013 |
| 24           | 4         | Pathogen                | Patogen         | Robert Carlyle   | Carl Binder                   | 19. října 2010     | 23. ledna 2013 |
| 25           | 5         | Cloverdale              | Cloverdale      | Alex Chapple     | Brad Wright                   | 26. října 2010     | 25. ledna 2013 |
| 26           | 6         | Trial and Error         | Pokus a omyl    | Andy Mikita      | Joseph Mallozzi a Paul Mullie | 2. listopadu 2010  | 28. ledna 2013 |
| 27           | 7         | The Greater Good        | Pro dobro všech | William Waring   | Carl Binder                   | 9. listopadu 2010  | 29. ledna 2013 |
| 28           | 8         | Malice                  | Pomsta          | Robert C. Cooper | Robert C. Cooper              | 16. listopadu 2010 | 30. ledna 2013 |
| 29           | 9         | Visitation              | Návštěva        | William Waring   | Rémi Aubuchon                 | 23. listopadu 2010 | 1. února 2013  |
| 30           | 10        | Resurgence (Part 1)     | Oživení         | William Waring   | Joseph Mallozzi a Paul Mullie | 30. listopadu 2010 | 4. února 2013  |
| 31           | 11        | Deliverance (Part 2)    | Osvobození      | Peter DeLuise    | Joseph Mallozzi a Paul Mullie | 7. března 2011     | 5. února 2013  |
| 32           | 12        | Twin Destinies          | Dvojí osud      | Peter DeLuise    | Brad Wright                   | 14. března 2011    | 6. února 2013  |
| 33           | 13        | Alliances               | Spojenectví     | Peter DeLuise    | Linda McGibney                | 21. března 2011    | 7. února 2013  |
| 34           | 14        | Hope                    | Naděje          | William Waring   | Carl Binder                   | 28. března 2011    | 8. února 2013  |
| 35           | 15        | Seizure                 | Obsazení        | Helen Shaver     | Rémi Aubuchon                 | 4. dubna 2011      | 11. února 2013 |
| 36           | 16        | The Hunt                | Lov             | Andy Mikita      | Joseph Mallozzi a Paul Mullie | 11. dubna 2011     | 12. února 2013 |
| 37           | 17        | Common Descent (Part 1) | Společný původ  | Peter DeLuise    | Robert C. Cooper              | 18. dubna 2011     | 14. února 2013 |
| 38           | 18        | Epilogue (Part 2)       | Epilog          | Alex Chapple     | Carl Binder                   | 25. dubna 2011     | 15. února 2013 |
| 39           | 19        | Blockade                | Blokáda         | Andy Mikita      | Linda McGibney                | 2. května 2011     | 19. února 2013 |
| 40           | 20        | Gauntlet                | Hozená rukavice | Andy Mikita      | Joseph Mallozzi a Paul Mullie | 9. května 2011     | 20. února 2013 |

## Webizody
Webizody seriálu Hvězdná brána: Hluboký vesmír představují krátké filmové útržky - záběry z tzv. „KINA“, které doplňují děj série nebo jednotlivých epizod. Původně bylo oznámeno 30 takových dílů, ale v lednu 2011 k nim byly doplněny ještě další 4. Všechny jsou dostupné na oficiálních webových stránkách MGM.
| Pořadí webizody | Název                      | Datum zveřejnění   |
| --------------- | -------------------------- | ------------------ |
| 1               | Get Outta Here             | 22. října 2009     |
| 2               | Not The Com Lab            | 22. října 2009     |
| 3               | No Idea                    | 22. října 2009     |
| 4               | The Stargate Room          | 22. října 2009     |
| 5               | Eli's Room                 | 22. října 2009     |
| 6               | Don't Encourage Him        | 23. října 2009     |
| 7               | Corridor Conversation      | 23. října 2009     |
| 8               | Marked Hatch               | 26. října 2009     |
| 9               | Not Supposed To Be In Here | 26. října 2009     |
| 10              | Nobody Cares               | 26. října 2009     |
| 11              | Kino Race                  | 2. listopadu 2009  |
| 12              | Covered Kino               | 2. listopadu 2009  |
| 13              | Variety                    | 2. listopadu 2009  |
| 14              | You Okay?                  | 9. listopadu 2009  |
| 15              | Do I Look Stupid?          | 9. listopadu 2009  |
| 16              | All Telford's Fault        | 9. listopadu 2009  |
| 17              | What's That Light?         | 14. listopadu 2009 |
| 18              | New Kind of Crazy          | 19. listopadu 2009 |
| 19              | Only Run When Chased       | 19. listopadu 2009 |
| 20              | Want Me To Bust Him Up?    | 25. listopadu 2009 |
| 21              | The Apple Core             | 9. prosince 2009   |
| 22              | Not Just For Posterity     | 9. prosince 2009   |
| 23              | We Volunteer To Do This    | 16. dubna 2010     |
| 24              | Wait For It                | 23. dubna 2010     |
| 25              | Drop The Sirs              | 14. května 2010    |
| 26              | Like a Hug                 | 19. května 2010    |
| 27              | Chloe's Room               | 9. srpna 2010      |
| 28              | Disgusting Habit           | 9. srpna 2010      |
| 29              | Favorite Meal Of All Time  | 9. srpna 2010      |
| 30              | Not Being There            | 9. srpna 2010      |
| 31              | One Long Endless Night     | 27. ledna 2011     |
| 32              | Horrible Accident          | 28. ledna 2011     |
| 33              | Painful Moments            | 31. ledna 2011     |
| 34              | All The Stages             | 1. února 2011      |